# 施特拉尔松德之围
施特拉尔松德之围（英语：Siege of Stralsund）从1807年7月24日持续到同年8月24日。在此役中，法国军队两次试图从汉斯·亨里克·冯·埃森中将的15,000名瑞典守军手中夺取该市。1807年初，爱德华·莫蒂埃元帅对该城进行了为期两个月的封锁，但随后莫蒂埃的部队就被召集到前线的其他地方。趁莫蒂埃不在场，瑞典守军击退了法军薄弱的留守部队。在莫蒂埃回到前线后，数次击退埃森的部队，双方很快达成了停战协议。此停战协议后来被瑞典国王古斯塔夫四世·阿道夫否认，纪尧姆·布律纳元帅随后率领40,000名法国、德国、西班牙、意大利和荷兰联军攻打施特拉尔松德。此役发生于拿破仑战争的第四次反法同盟期间，由于法军的数量远远超过了瑞典守军，于是瑞典人选择将波罗的海港口施特拉尔松德拱手让给联军。在此役后，瑞典也失去了附近的吕根岛。

## 序幕
瑞典自1628年的施特拉尔松德战役以来，就一直拥有施特拉尔松德。根据威斯特伐利亚和约（1648年）和斯德丁条约（1653 年），波美拉尼亚公国被划分为瑞典部分，包括施特拉尔松德，以及勃兰登堡-普鲁士部分。在圣日耳曼昂莱条约（1648年）中失去小块领土后，瑞典波美拉尼亚在1720年与格赖夫斯瓦尔德、施特拉尔松德和吕根岛在斯德哥尔摩条约中被缩减为佩讷河以北的地区。
当拿破仑·波拿巴在拿破仑战争中开始向东扩张时，瑞典帝国最初保持中立立场。1805年，瑞典国王古斯塔夫四世·阿道夫选择加入第三次反法同盟，主要是为了对抗拿破仑的盟友丹麦和挪威。但几次军事和外交上的挫折摧毁了古斯塔夫四世的野心。

## 封锁
施特拉尔松德是瑞典波美拉尼亚的一个港口，由总督汉斯·冯·埃森保卫。1月28日， 由莫蒂埃元帅指挥的法国军队越过佩讷河，企图对施特拉尔松德实施围困。在东部，查尔斯·路易斯·迪厄多内·格兰让的师在安克拉姆越过佩讷河，击退了瑞典的先锋部队。在西边，皮埃尔·路易斯·杜帕斯带领的部队在代明附近越过了佩讷河。29日，莫蒂埃的两个师到达施特拉尔松德，1月30日开始对该城进行封锁。
在接下来的两个月里，随着法国人加强了他们的围城兵力，双方发生了一些小规模的冲突。在没有控制吕根岛的情况下，法军无法切断施特拉尔松德的通讯线路，并时常受到瑞典炮艇的袭扰。在封锁期间，围城部队中的一支法国骑兵和三个步兵团被抽走并被带到波兰与俄罗斯人作战，空缺由荷兰王国的军队填补。
3月29日，莫蒂埃接到命令带领大部队协助围攻勃兰登堡-普鲁士波美拉尼亚的科尔贝格，莫蒂埃将格拉让的部队留在原地继续围困施特拉尔松德。莫蒂埃离开后，埃森将格拉让的部队击退。在数次遭到袭击后，格拉让并被迫向东南撤退到奥得河上的斯德丁堡垒。莫蒂埃在返回后于4月13日在斯德丁集结了12,000至13,000名士兵，与埃森的人数大致相同。在非常潮湿的天气里，莫蒂埃开始将埃森逼回安克拉姆。4月16日，莫蒂埃在贝林战役中击败了瑞典人。次日，埃森撤退到佩讷河北岸。
从4月18日开始，法国和瑞典军队通过谈判进行休战。拿破仑此时急于让莫蒂埃的部队进军前线以对抗俄军和普鲁士军队，因此授权元帅与瑞典人休战。就瑞典人而言，他们对英格兰在围城期间几乎没有给予任何支持而感到不安。29日，双方敲定条约内容。瑞典人将留在佩讷河的北侧。他们在奥得河口交出了乌泽多姆岛和沃林岛，并承诺在法军围攻科尔贝格或但泽时不帮助普鲁士人。

## 围攻

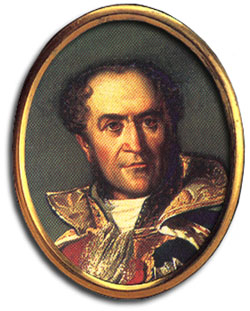
纪尧姆·布律纳

古斯塔夫四世·阿道夫国王于5月12日抵达施特拉尔松德，并于7月3日宣布休战条约无效。此时，提尔西特条约刚刚剥夺了瑞典除英国以外的所有盟友。然而，瑞典国王古斯塔夫四世·阿道夫将拿破仑视为“世界末日的怪物”，并不愿在他的反法政策上妥协。
7月24日，法国元帅纪尧姆·布律纳袭击了佩讷河上的瑞典阵地，并重新占领了施特拉尔松德周围的阵地。布律纳总共集结了40,000人。他的法国部队包括让·布代将军的步兵师里的7,773名步兵和200名炮兵，以及加布里埃尔·莫利托将军的步兵师里的8,712名步兵和205名炮兵。荷兰特遣队由让-巴蒂斯特·杜蒙梭（Jean-Baptiste Dumonceau）的步兵师（9,924名步兵和570名炮兵）、亨利·加蒂安·贝特朗的步兵师（3,932名步兵和159名炮兵）以及卡特雷特的骑兵旅中的1,112名士兵组成。

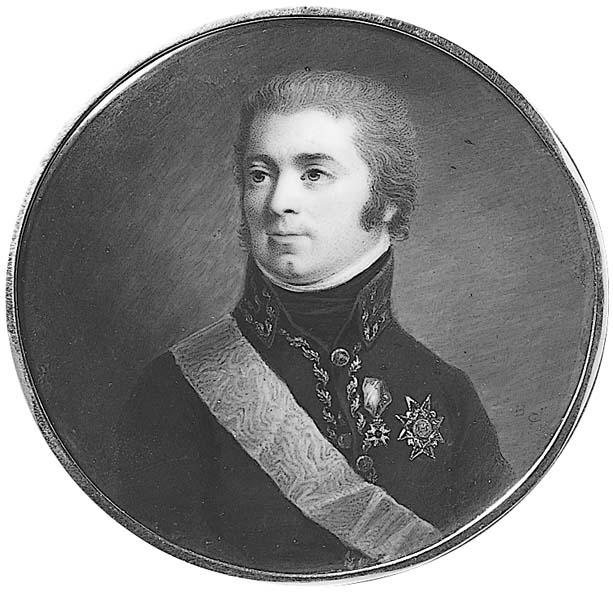
汉斯·亨利克·冯·埃森

布律纳的西班牙盟军包括佩德罗·卡罗将军的14个步兵营和12个骑兵中队。这个军团总共有9,763名步兵、2,340名骑兵、324名炮兵和104名工兵。多梅尼科·皮诺将军率领一个由八个步兵营、八个骑兵中队、两个步兵炮台和一个马炮兵连组成的意大利王国军团。巴登大公国提供了六个步兵营、一个骑兵中队和一个步兵炮台。德国小国的代表有维尔茨堡大公国的两个步兵营，伯格公国的两个步兵营和拿骚公国的三个步兵营。
施特拉尔松德的15,000名瑞典守军包括三个芬兰营、波美拉尼亚兰德维尔卫戍部队和两个步兵营。堡垒里有500门大炮，埃森的下属是阿姆费尔特中将、韦格萨克少将和佩龙少将。古斯塔夫四世·阿道夫于8月20日离开该城。在被围困一个月之后，埃森认为所有抵抗皆是徒劳，于是瑞典士兵摧毁了大炮并烧毁了炮台，然后撤离了该地并将火药和炮弹运送到吕根岛。在第二次围攻中，法国及其盟友有38名军官和960名士兵阵亡、受伤、失踪或病死。瑞典的损失未知。在停战期间，施特拉尔松德和吕根岛向法国投降。施特拉尔松德于8月24日移交给法国，吕根岛于1807年9月7日移交。

## 后果
瑞典于1807年被赶出德国北部后，于1808年遭到丹麦-挪威和俄罗斯帝国的入侵。军事管理不善和缺乏外交支持导致古斯塔夫四世·阿道夫在国内叛乱中于1809年3月13日被捕，并于5月被废黜，他和他的家人在12月被驱逐，因为瑞典此时在弗雷德里克港条约中失去了三分之一的领土。
1809年5月，费迪南德·冯·席尔率领的普鲁士自由军团占领了这座城市，法国对施特拉尔松德的占领暂时中断，但几天后它在1809年的施特拉尔松德战役中被夺回。当拿破仑战争于1815年在维也纳会议上宣告结束时，施特拉尔松德连同整个瑞典波美拉尼亚成为普鲁士波美拉尼亚省的一部分。

### 脚注
1. 1 2 3 4 5 6 7  von Daniels (1863), p.214
2. ↑  Langer (2003), p.402
3. ↑  Sturdy (2002), p.59
4. ↑  Shennan (1995), p.19
5. ↑  Heitz (1995), p.241
6. ↑  Heitz (1995), p.244
7. 1 2 3 4  Barton (2008), p.118
8. 1 2 3 4  Jacques (2006), p.973
9. 1 2  Petre, p.264
10. 1 2  Petre, p.265
11. ↑  Manso (1835), p.293
12. ↑  Petre, pp.265-266
13. ↑  Porter (1988), p.174
14. 1 2 3 4  Smith, p.253